# Collégiale Saint-Martin de Colmar
Pour les articles homonymes, voir Collégiale Saint-Martin.
La collégiale Saint-Martin de Colmar, appelée fréquemment « cathédrale Saint-Martin de Colmar », est l'édifice religieux le plus important de la ville de Colmar, en Alsace, et l'une des plus grandes églises gothiques du Haut-Rhin. Deuxième plus grand édifice catholique en Alsace après la cathédrale de Strasbourg.

## Localisation
Ce monumental édifice se situe en plein cœur de la ville, place de la Cathédrale.

## Historique
Déjà avant l'an mil existait à Colmar une prévôté relevant de l'abbaye de Munster, une chapelle à saint Martin y fut érigée. Les fouilles de 1972 ont révélé un sanctuaire à abside carrée, transept de 19 × 8 m et nef de 15 m de long,, qui remonterait au XIe siècle. Cet édifice fut détruit par un incendie en 1106 et remplacé par une basilique romane.
Par une bulle de 1234, le pape Grégoire IX la transforma en chapitre collégial, toujours placé sous l'autorité de Munster. À partir de 1245, le chapitre compte seize chanoines, puis seulement douze à partir de 1440.
La reconstruction de l'édifice actuel fut effectuée de 1234 à environ 1365. La construction commencée par le transept, poursuivie par les trois nefs et les clochers par maître Humbert, s'achève par le chœur et son déambulatoire, dont les plans furent conçus par l'architecte Guillaume de Marbourg, décédé en 1366. La date exacte d'achèvement des travaux est indéterminée, puisque l'édifice ne fut jamais totalement terminé : la tour Nord initialement prévue fait toujours défaut.
Le 23 mai 1572, un violent incendie détruisit la charpente et le couronnement de la tour Sud, de même que le clocheton qui s'élevait sur la croisée du transept. Elle fut remplacée, trois ans plus tard, par l'original lanternon à bulbe qui donne à l'édifice sa silhouette caractéristique.
À la Révolution française, le chapitre collégial est supprimé et un évêque s'installe à Colmar, faisant de l'édifice la cathédrale constitutionnelle du Haut-Rhin. Le concordat y met un terme en 1802, elle devient une église paroissiale, même si elle continue à être souvent dénommée la « cathédrale » ou la « collégiale ».
La collégiale fait l'objet d'un classement au titre des monuments historiques depuis le 14 mars 1840.
Lors de fouilles effectuées en 1972 divers édifices antérieurs à la collégiale ont été attestés, notamment un édifice de plan ottonien daté du XIe siècle. En mai 2022, à la suite du projet de piétonisation de la place de la Cathédrale initié par la ville, a débuté une campagne de fouille préventive, qui s'est achevée en septembre, pour sa première phase. Les fouilles, d'abord côté sud de la collégiale, puis côté nord ont confirmé la présence autour de l'édifice du cimetière urbain de la ville, attesté par les sources écrites du XIIIe au XVIIIe siècle. Parmi les découvertes, un mur réalisé en appareil de gros galets et de moellons de grès liés au mortier de chaux qui pourrait être les restes d'un mur de fortification. Toujours selon les sources écrites, un mur d'enclos a été dressé par les bourgeois de la ville en 1212 autour du cimetière et de l'église précédant la collégiale. Sa découverte est d'autant plus remarquable car c'est le premier du type mis au jour en Alsace.

## Description

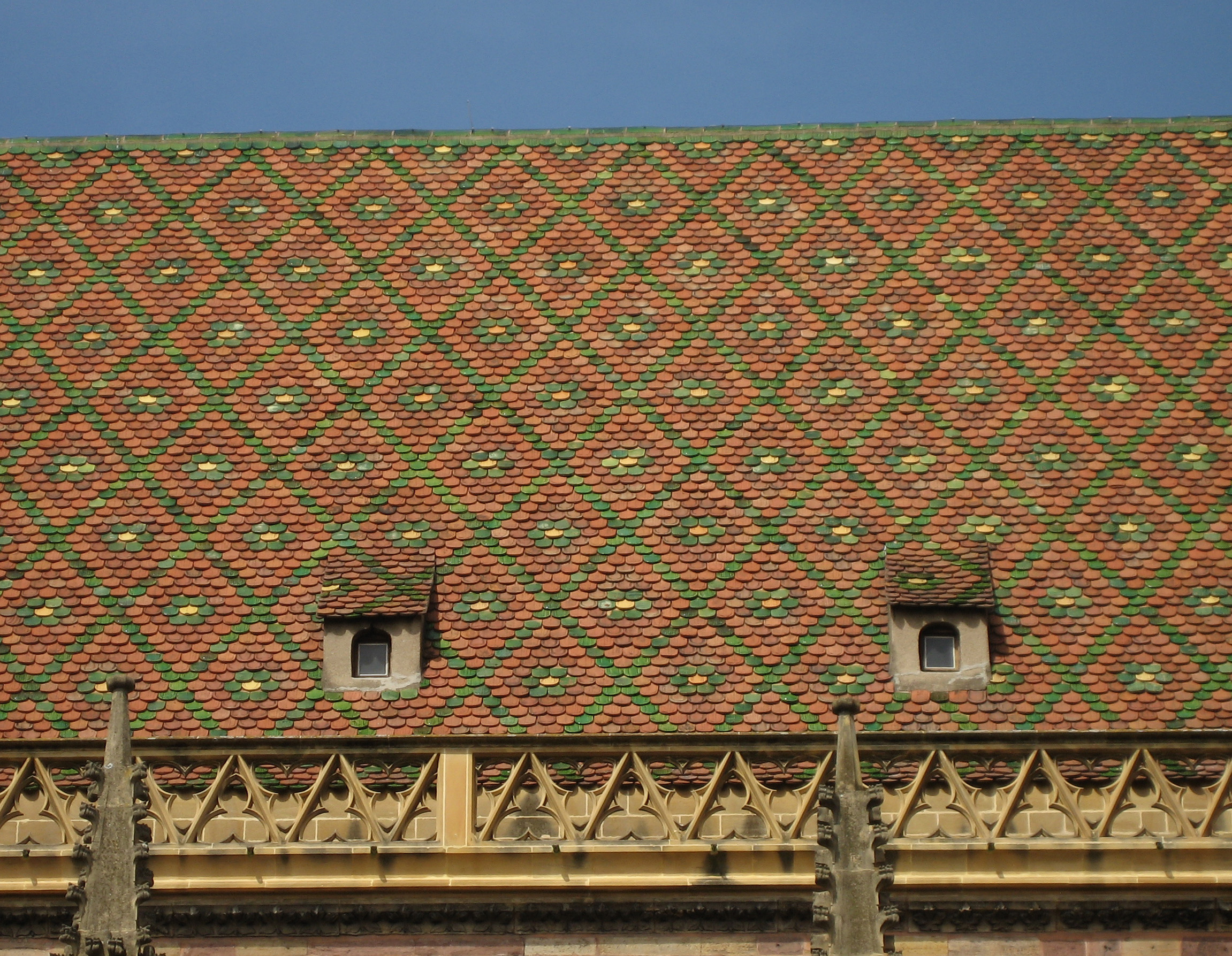
Détail du toit de la nef.

L'édifice de style gothique est construit en grès, roche abondante dans les Vosges. Elles sont de teintes différentes car provenant de différentes carrières.
La nef a cinq travées barlongues qui sont séparées par des piles cylindriques cantonnées de quatre colonnettes, éléments provenant de l'église Saint-Thomas de Strasbourg. Le portail central dispose d'un tympan à deux registre (Adoration des mages et Christ du Jugement dernier) et d'un gâble ajouré.
Ses tuiles sont dites à queue de castor.

### Dimensions de l'édifice
- Longueur intérieure : 78 m ;
- Hauteur intérieure : 20 m ;
- Largeur au transept : 34 m ;
- Hauteur de la tour : 71 m.

### Décoration

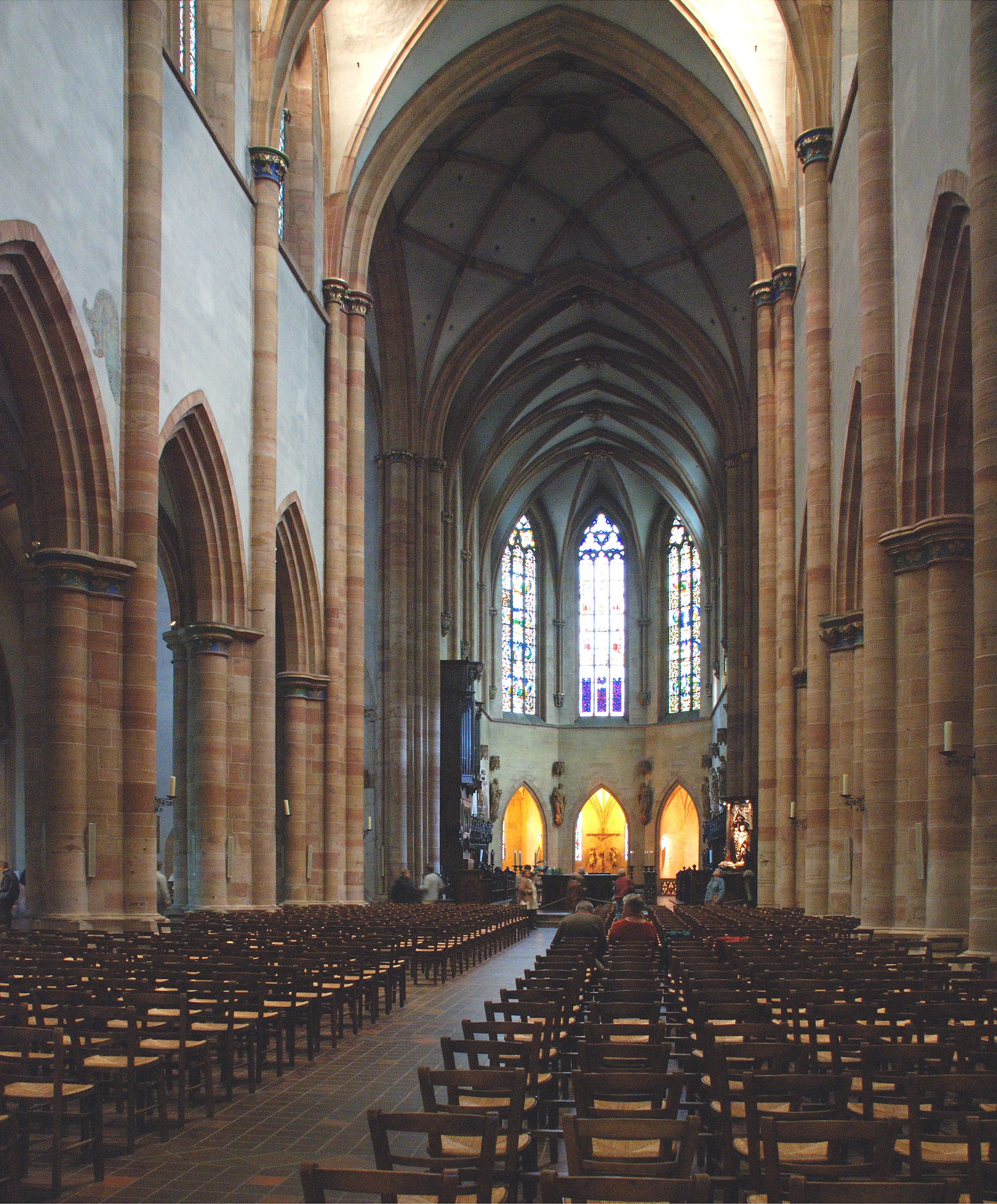
Intérieur de l'église.

L'église est entourée de nombreux portails (certains ont été murés), dont les plus grands présentent un tympan richement décoré. Le toit de tuiles, coloré, rappelle celui de la collégiale Saint-Thiébaut de Thann. Les piliers massifs de la façade (d'un style architectural assez rare), donnent à l'édifice vu de devant un aspect assez pesant, qui contraste avec l'aspect aérien des fenêtres de l'abside.
L'intérieur, qui a subi des dégradations au cours de la Révolution française, présente un aspect dépouillé depuis que le mobilier installé au XIXe siècle a été supprimé. L'église possède cependant des sculptures (autel, Vierge Marie) et vitraux (tête du Christ sans barbe au-dessus du portail nord, du début du XIIIe siècle) du Moyen Âge, très bien conservés.
On notera que l'église a également abrité pendant de nombreux siècles la fameuse Vierge au buisson de roses, peinte en 1473 par Martin Schongauer, volée en 1972, puis retrouvée fortuitement en 1973 et installée à l'église des Dominicains, où elle est maintenant conservée.

## Stalles
Dans le chœur, vingt-trois stalles de chaque côté accueillaient les chanoines de l'ancien chapitre collégial, dont l'église tire encore actuellement son nom de « collégiale ».
Remarquer que l'ordre chronologique (hors les deux triptyques) est inversé entre les deux côtés : du chœur vers le fond à droite, dans le sens inverse à gauche. Ainsi, lors de la visite, en commençant à droite pour revenir à gauche, les personnages défilent dans l'ordre chronologique !

### Côté droit du chœur
Les représentations, hormis le triptyque, font allusion à l'Ancien Testament.

#### Triptyque
- Vierge à l'Enfant en majesté, entourés de…
- Sainte Odile (vers 662 - vers 720), sainte patronne de l'Alsace
- Saint Martin (316 ou 317 - 397), saint protecteur auquel est dédiée la collégiale

#### Sixpatriarches
- Abel, premier martyr de l'humanité
- Mathusalem, « éternel doyen » de l'humanité
- Noé, bâtisseur de l'arche portant son nom, petit-fils du précédent
- Abraham, ancêtre des peuples juifs et arabes
- Isaac, fils du précédent
- Jacob, renommé Israël, fils du précédent et père de Joseph qui fut emporté en Égypte

#### Deux grands «meneurs» du peuple d'Israël
- Josué, successeur de Moïse et qui conquit le pays de Canaan pour son peuple
- Saint David, roi d'Israël

#### Les quatregrands prophètes
- Isaïe (ou Ésaïe)
- Jérémie
- Ézéchiel
- Daniel

### Côté gauche du chœur
Les représentations font allusion aux temps de l'Église primitive.

#### Triptyque
- Christ en Croix, entouré des deux piliers de l'église, à savoir…
- Saint Pierre, crucifié (la tête en bas) en 65 à Rome
- Saint Paul, décapité (car citoyen romain) en 67 à Rome

#### Les quatreÉvangélistes
- Saint Matthieu, dit le publicain, martyrisé en 61 en Éthiopie
- Saint Marc, martyrisé en 67 en Égypte
- Saint Luc, martyrisé à l'âge de 84 ans en Macédoine
- Saint Jean, dit l'Apôtre, l'Évangéliste ou le Théologien, mort en 101 à Éphèse à l'âge de 98 ans

#### Les quatredocteursgrecs de la tradition
- Saint Athanase d'Alexandrie (vers 296 - 373), patriarche
- Saint Basile de Césarée ou Basile le Grand (330 - 379), évêque
- Saint Jean Chrysostome (345 - 407), patriarche
- Saint Grégoire de Nazianze ou Grégoire le Théologien (329 - 390), évêque

#### Les quatredocteurslatins de la tradition etPères de l'Églised'Occident
- Saint Ambroise de Milan (339 - 394), évêque
- Saint Jérôme de Stridon (vers 347 - 420), moine
- Saint Augustin d'Hippone (354 - 430), évêque
- Saint Grégoire Ier ou Grégoire le Grand (540 - 604), pape

## Orgues
La collégiale renferme deux orgues. Le grand orgue a été construit en 1755 par le célèbre facteur strasbourgeois Johann Andreas Silbermann. Tandis que le magnifique buffet baroque a été conservé, la partie instrumentale a été remplacée en 1979 par la maison Felsberg AG (Suisse).
Un orgue de chœur a en outre été construit en 1975 par Curt Schwenkedel.
Un orgue positif est acquis en 2018 comprenant 4 registres.

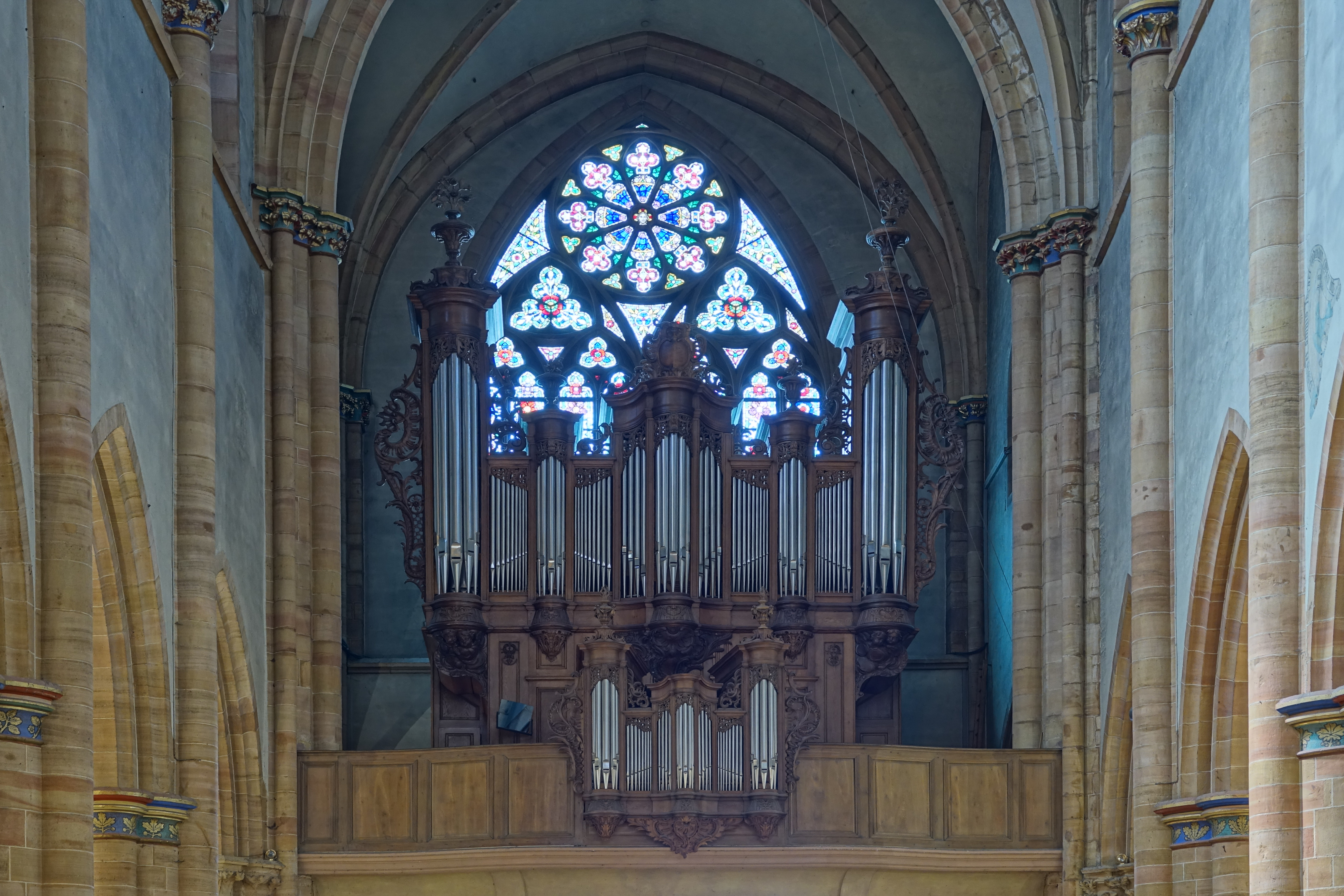
L'orgue de la nef.
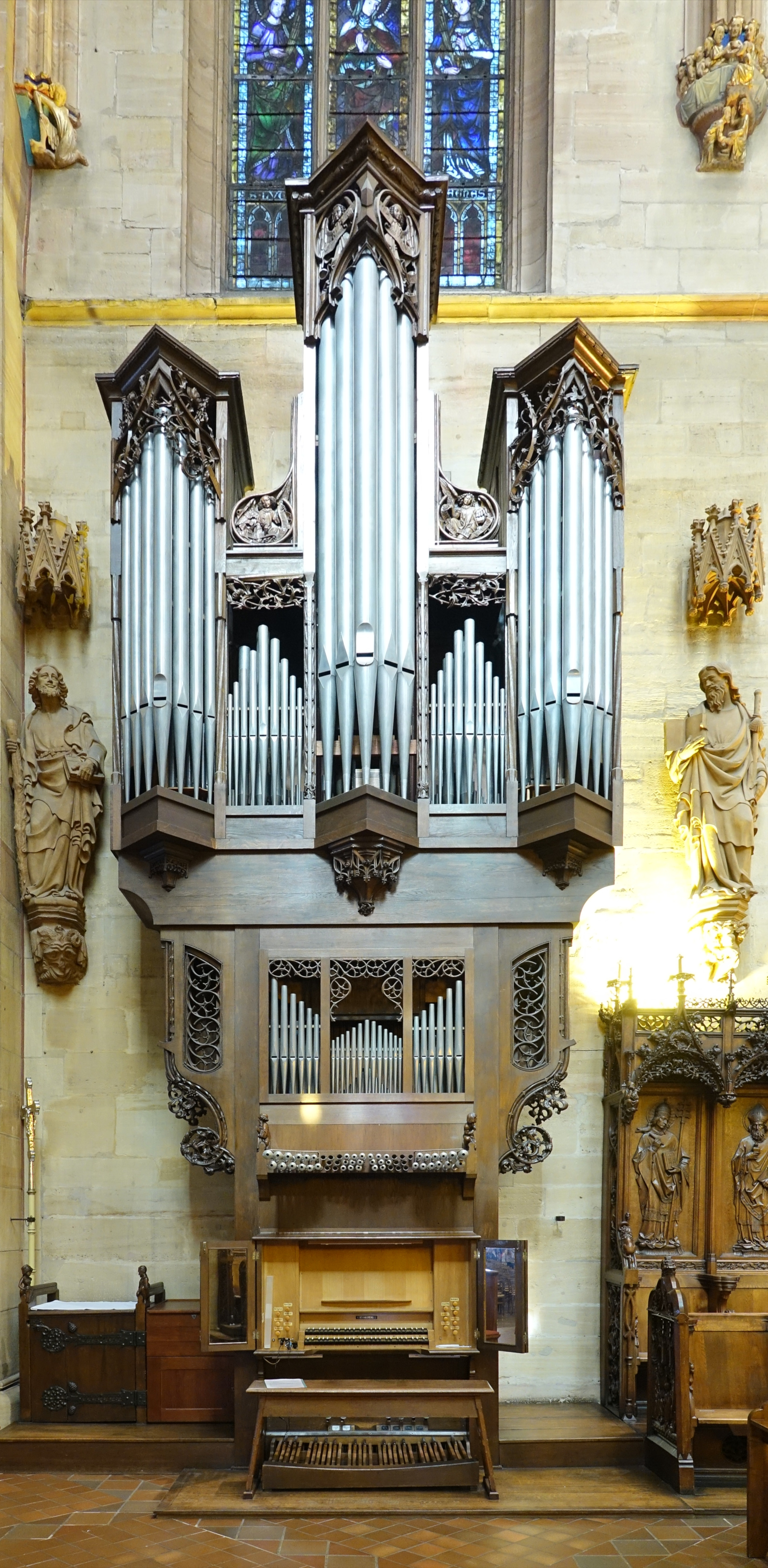
L'orgue du chœur.
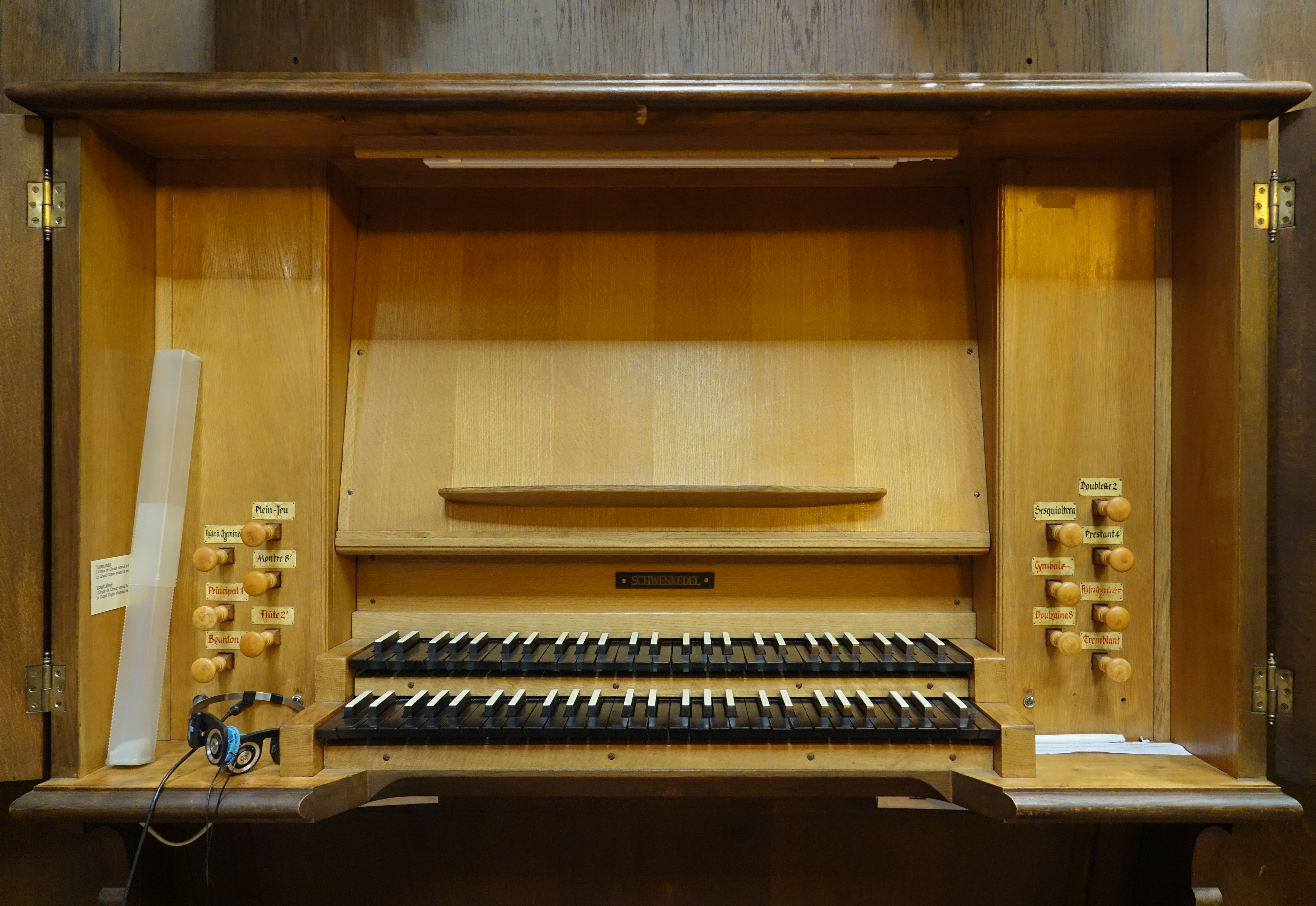
Clavier de l'orgue du chœur.

## Cloches
La sonnerie de la collégiale de Colmar est considérée par les experts comme l'une des plus harmonieuses de France. À la suite de l'incendie de 1572, huit nouvelles cloches avaient été coulées par un fondeur de Berne. Elles furent retirées à partir du 6 octobre 1793 pour être transportées par eau à Strasbourg et fondues. On ne laissa provisoirement que la Zwoelferglocke et la Rathglocke. À l'initiative du curé Louis Maimbourg, la sonnerie disparue fut remplacée par quatre cloches commandées à Jean-Louis I Edel, fondeur à Strasbourg, et baptisées le 2 août 1819.
Le clocher abrite une sonnerie de huit cloches de volée à laquelle s’ajoute une petite cloche située dans le clocheton.
1. Christ et Église : sol 2 - 5 859 kilos, fondu le 21 juillet 1990 à la fonderie Bachert de Karlsruhe (Allemagne)
2. Martin : si bémol 2 - 2 583 kilos, fondu en 1819 par Jean-Louis Edel, fondeur à Strasbourg
3. Marie : ré 3 - 1 739 kilos, fondue le 27 avril 1990 à la fonderie Bachert de Karlsruhe (Allemagne)
4. Anges et Archanges : fa 3 - 929 kilos, fondue le 10 septembre 1976 à la fonderie Schilling de Heidelberg (Allemagne)
5. Jeanne d'Arc : sol 3 - 788 kilos, fondue le 10 septembre 1976 à la fonderie Schilling de Heidelberg (Allemagne)
6. Saints et Saintes de Dieu : si bémol 3 - 519 kilos, fondue en 1978 à la fonderie Schilling de Heidelberg (Allemagne)
7. André : do 4 - 390 kilos, fondu en 1978 à la fonderie Schilling de Heidelberg (Allemagne)
8. Jean-Marie Vianney : ré 4 - 324 kilos, fondu en 1978 à la fonderie Schilling de Heidelberg (Allemagne)

La petite cloche du clocheton est Jeanne d'Arc : sol 4 - 42 kilos, fondue en 1979 à la fonderie Schilling de Heidelberg (Allemagne)

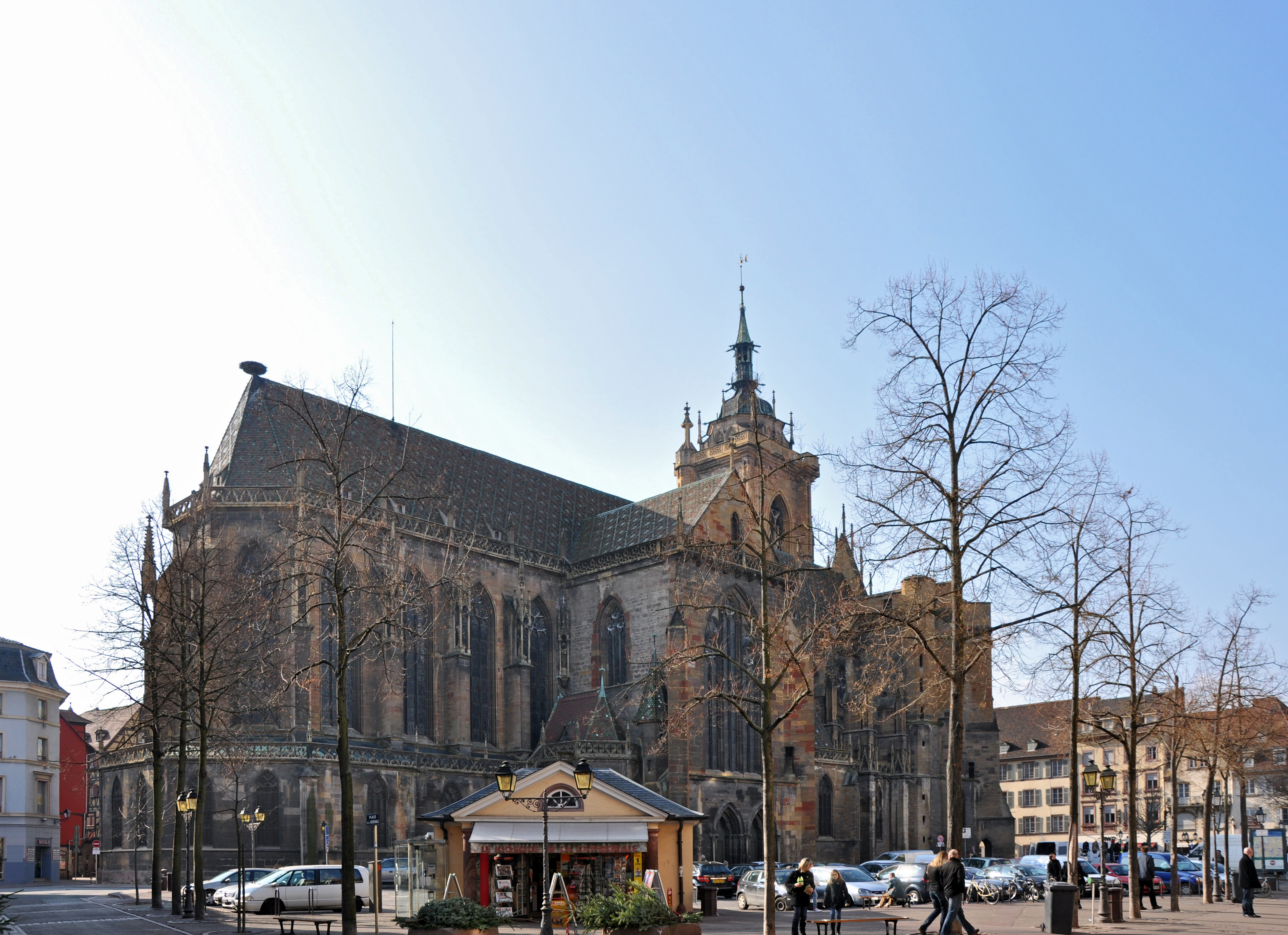
Transept nord.
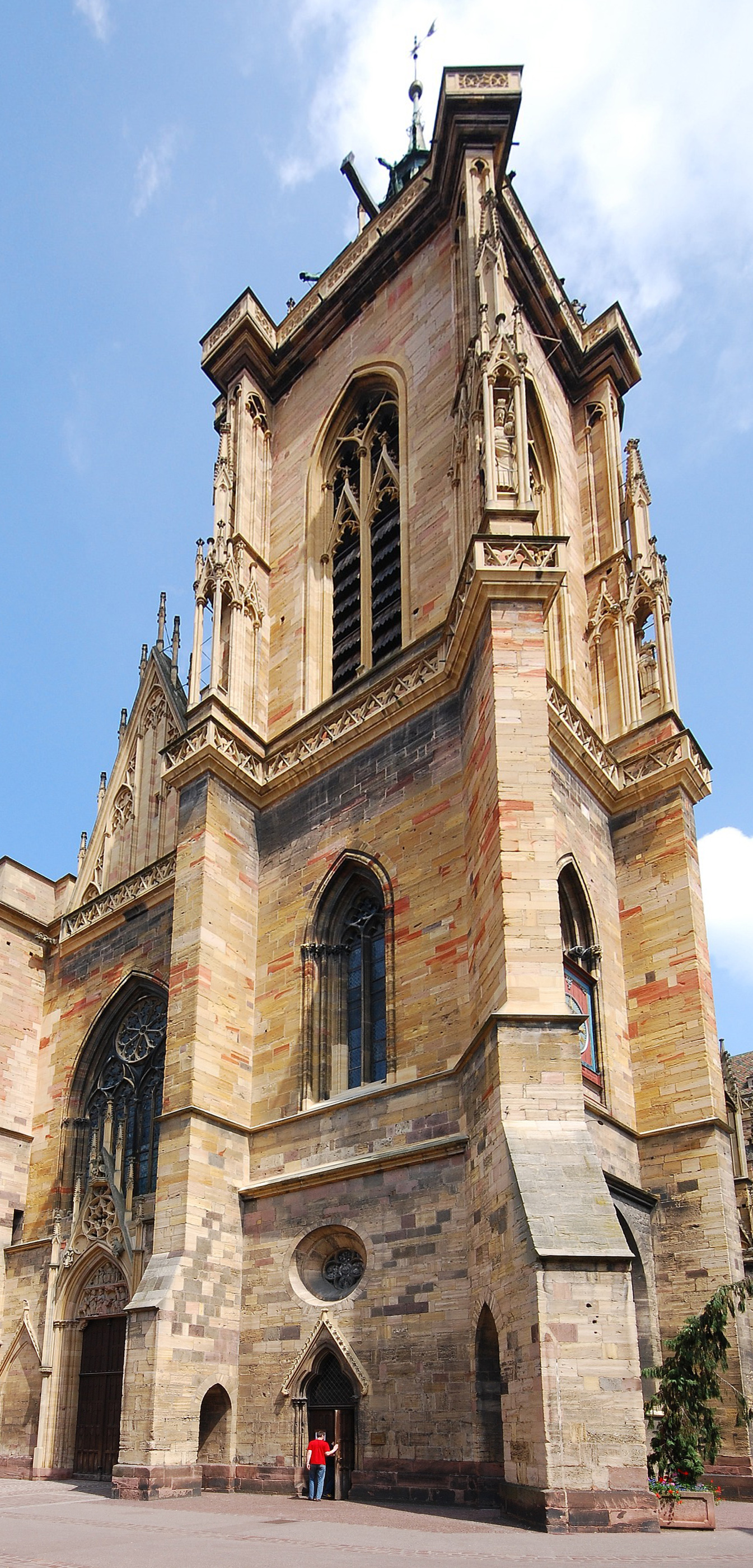
Façade ouest.
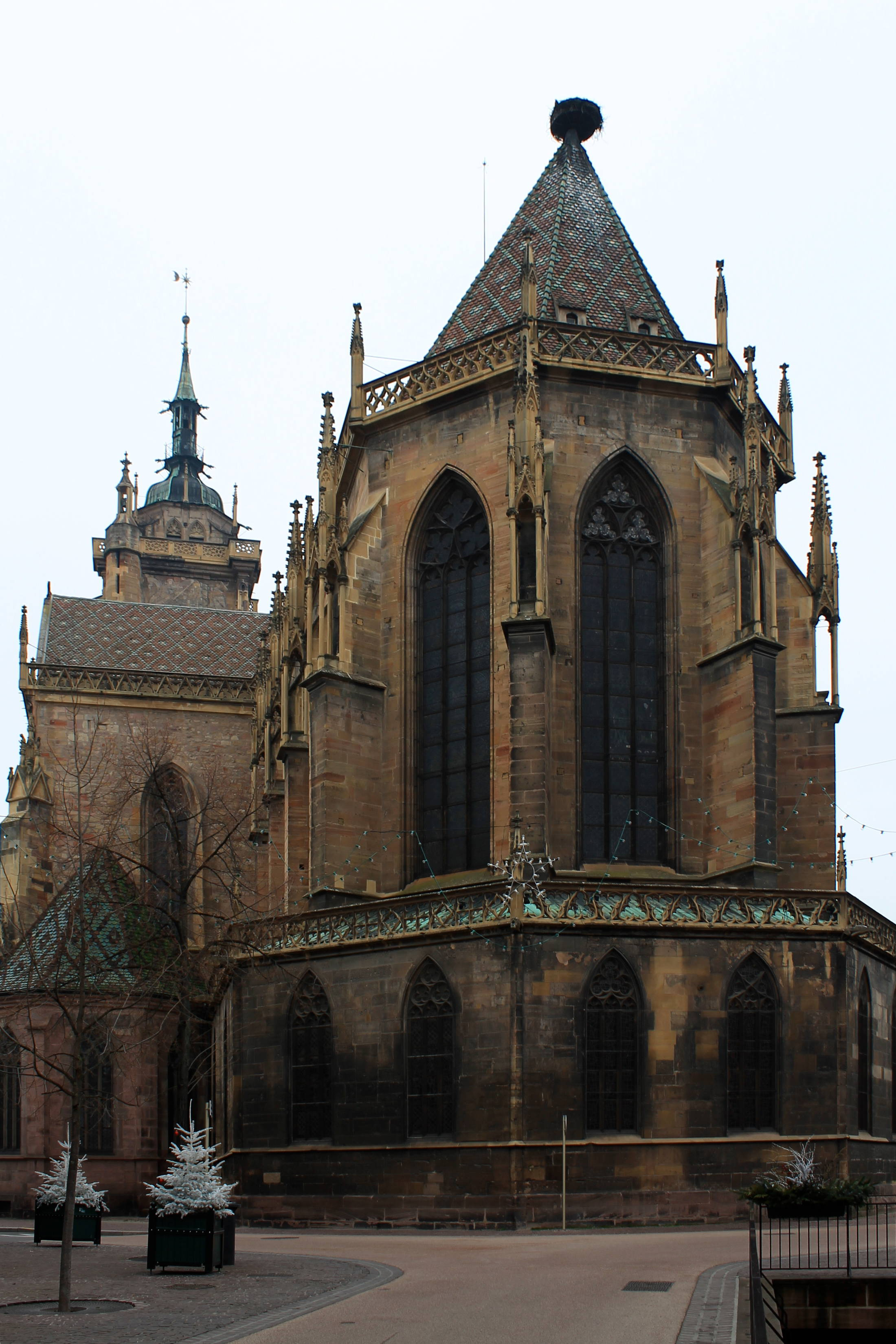
Abside.
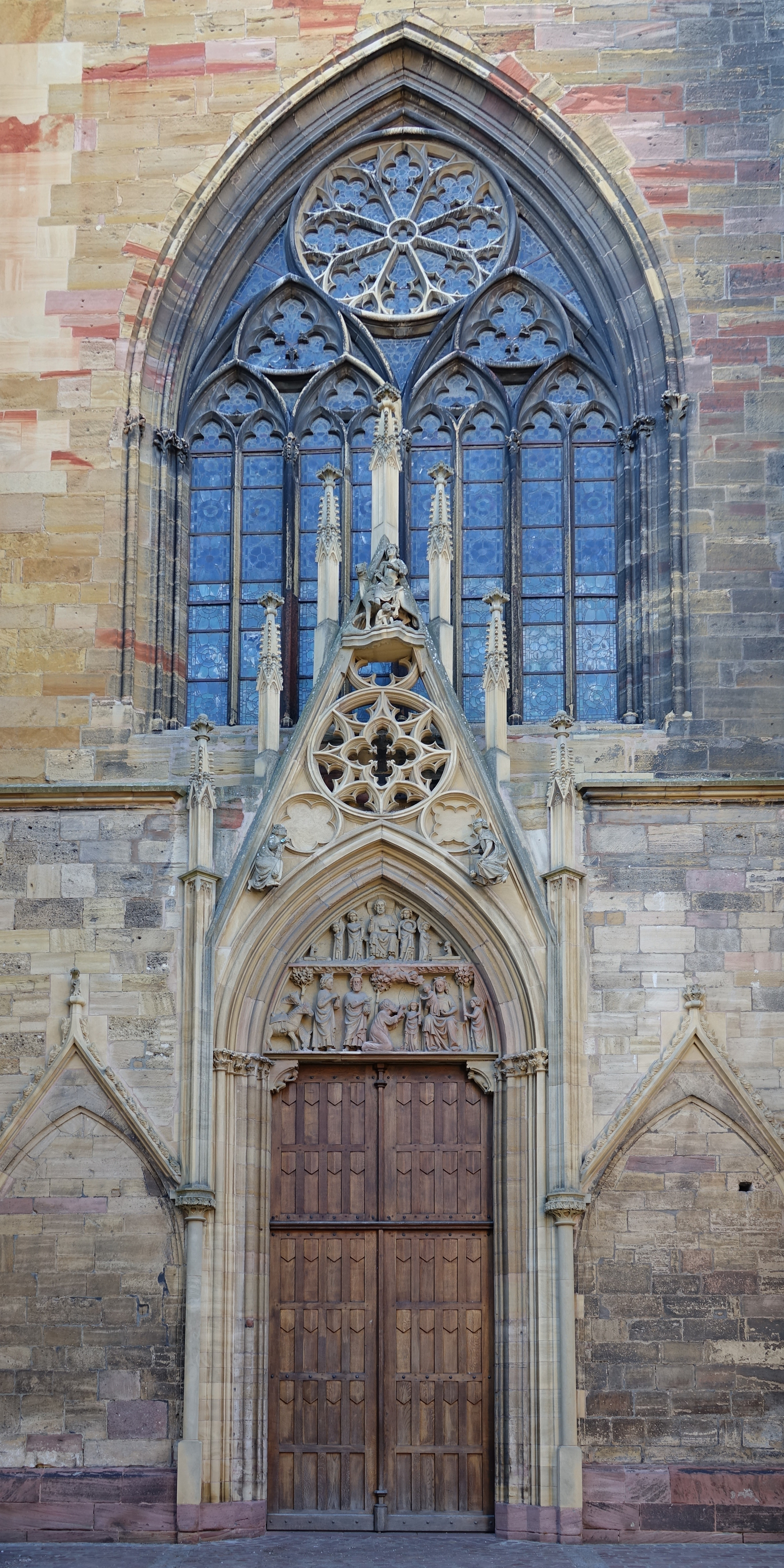
Portail.
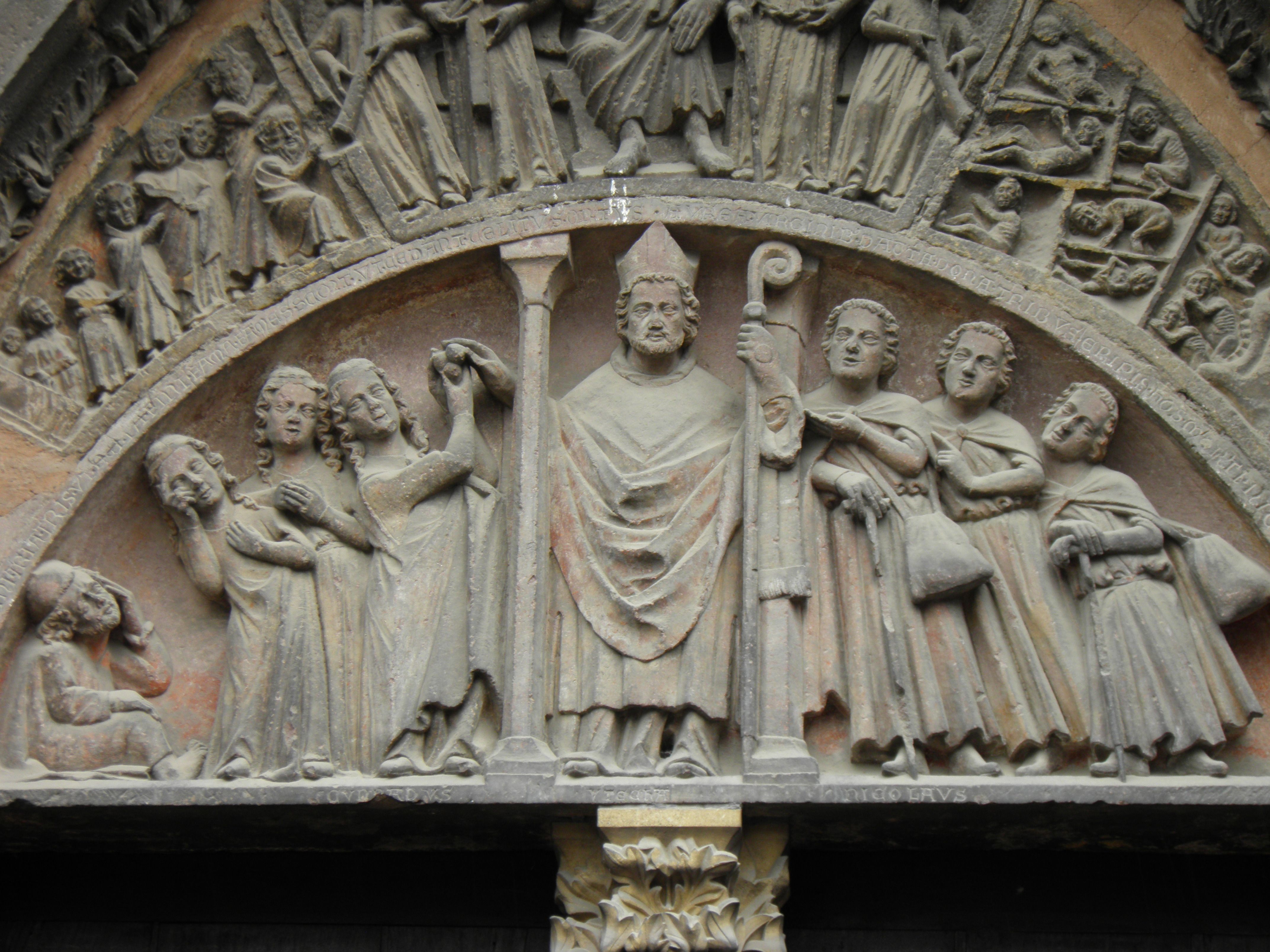
Détail du tympan sud montrant Saint-Nicolas sauvant trois filles de l'égorgement et des jeunes hommes d'un assassinat.
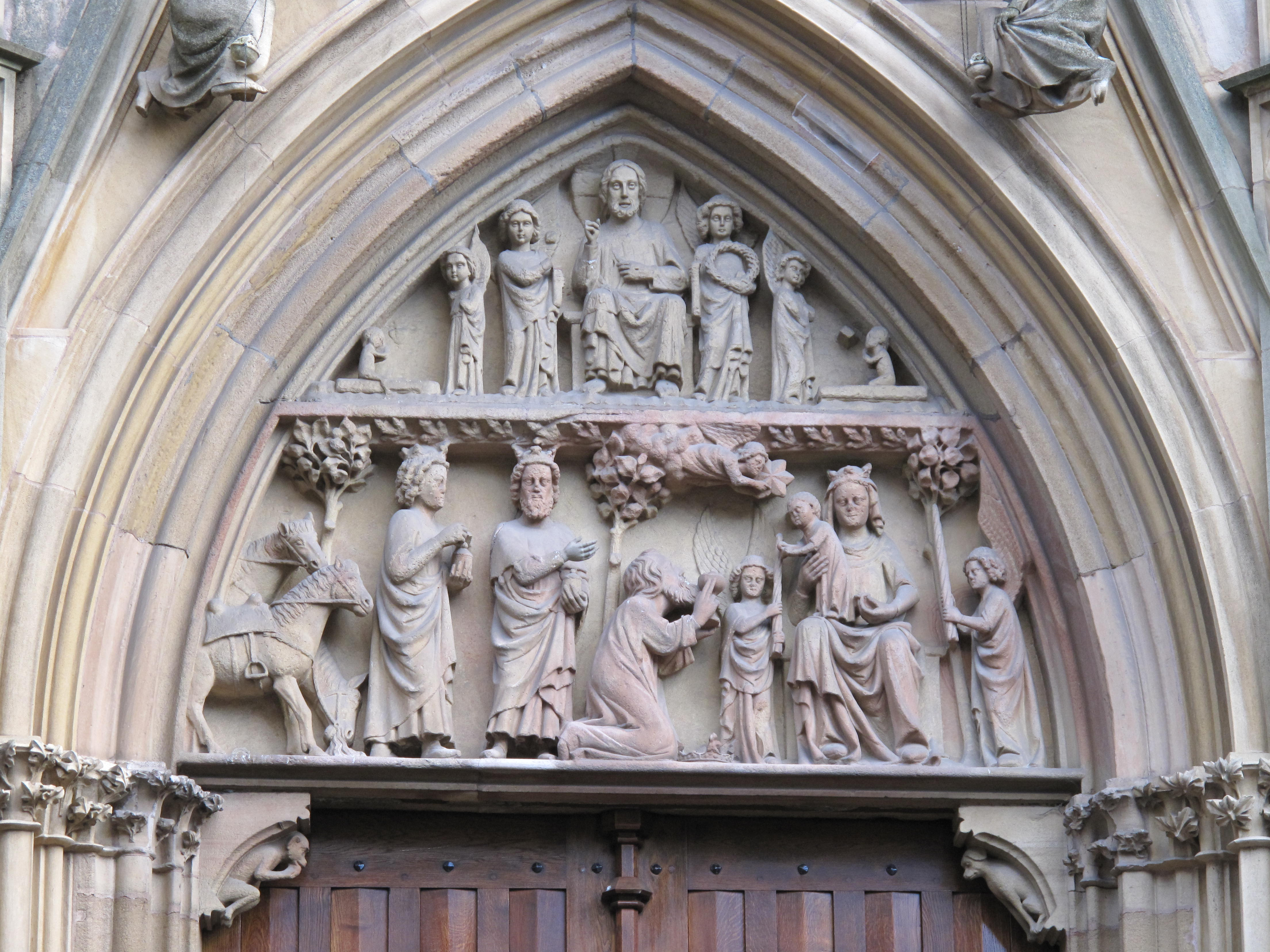
Détail du tympan de l'entrée ouest.
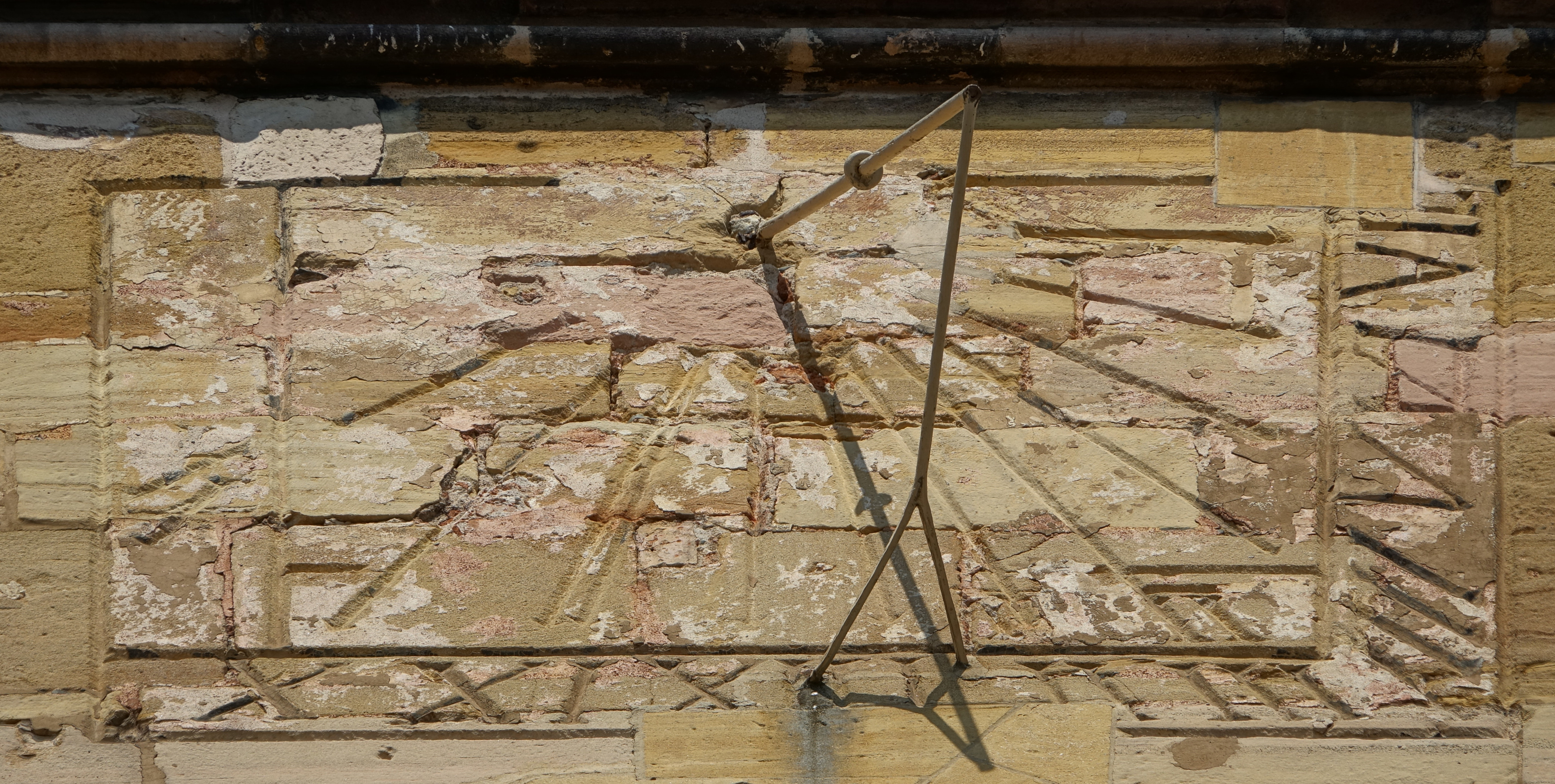
Cadran solaire.
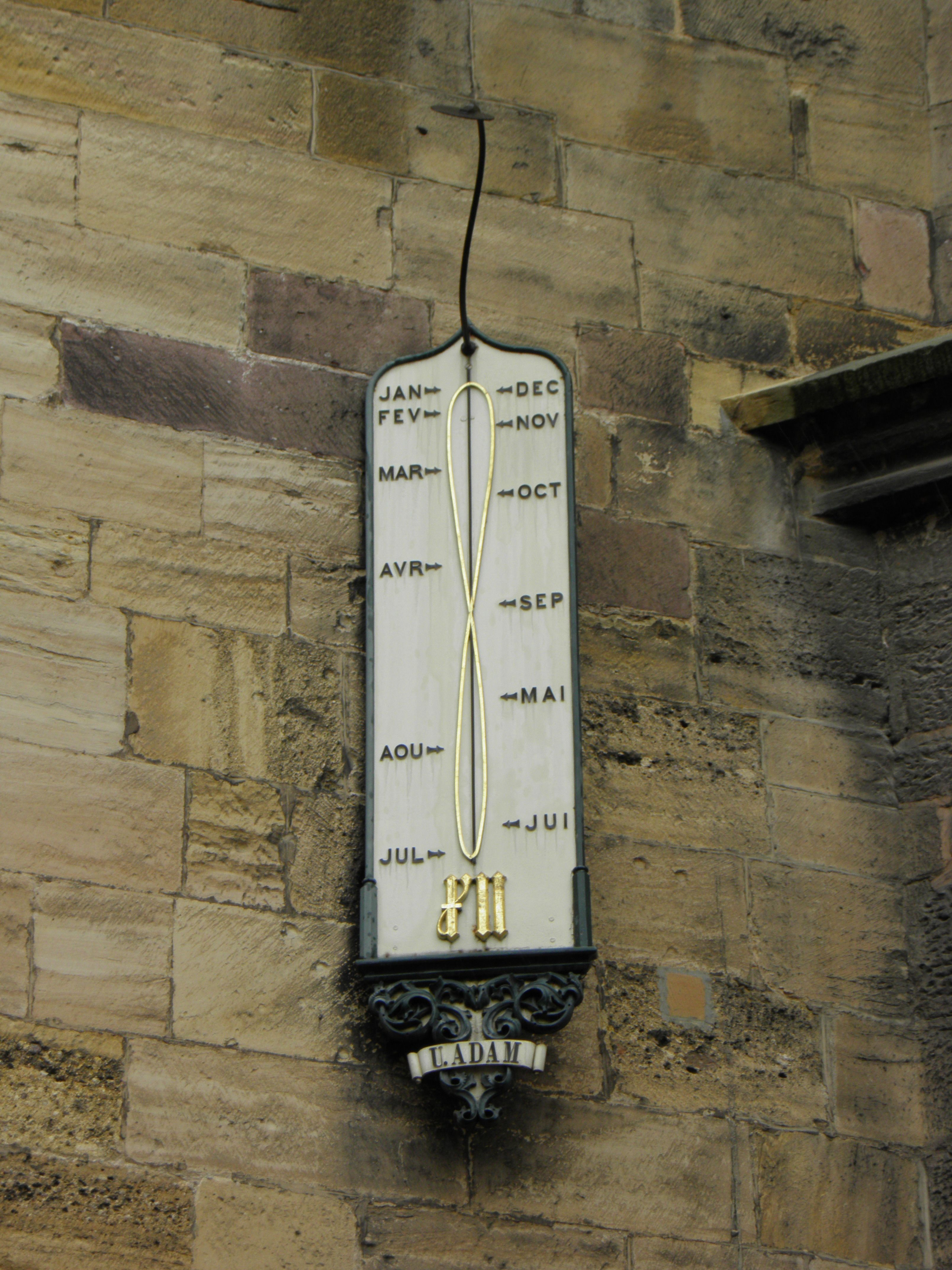
Méridienne fournissant le "midi solaire".
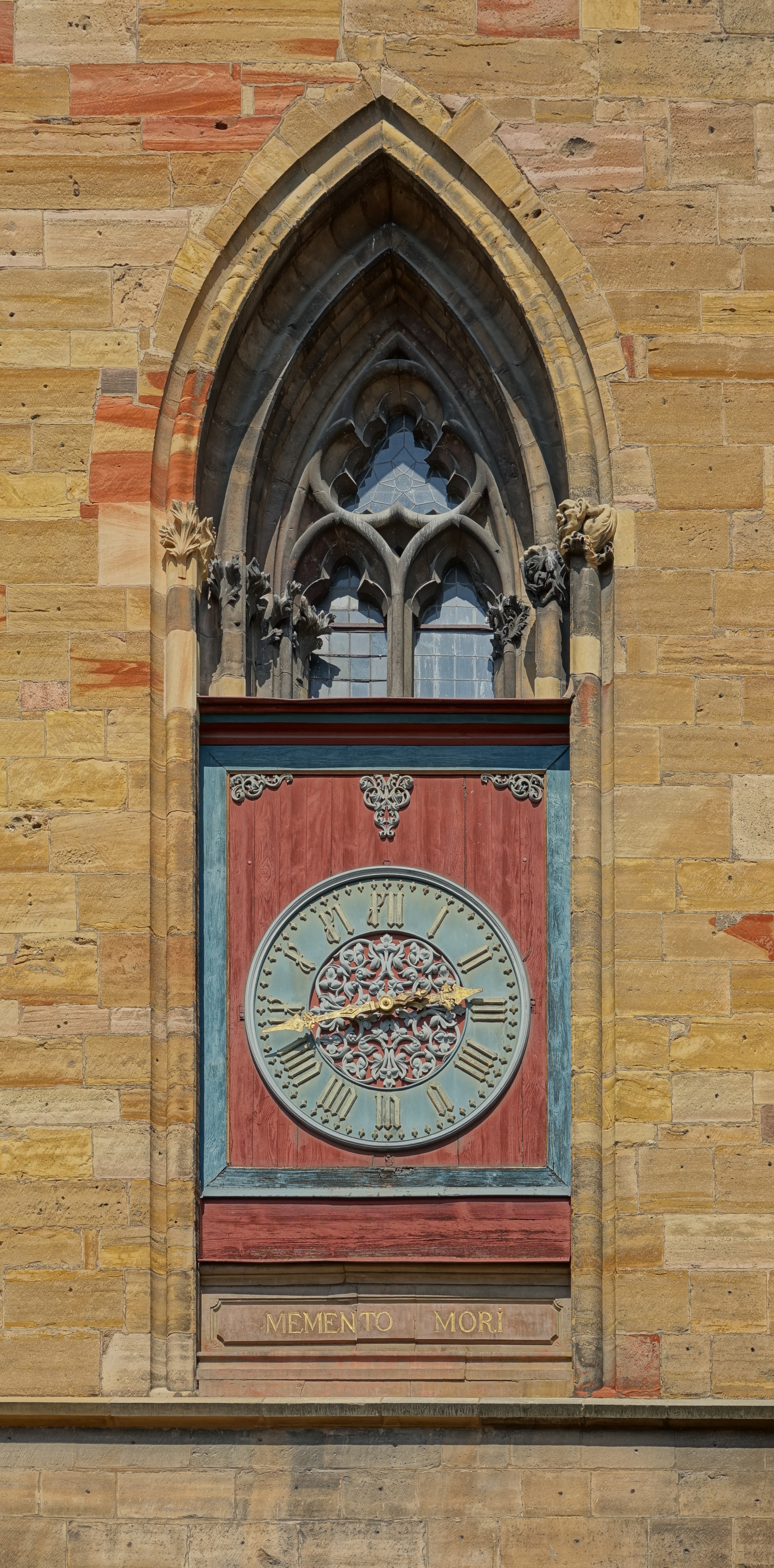
Horloge extérieure.

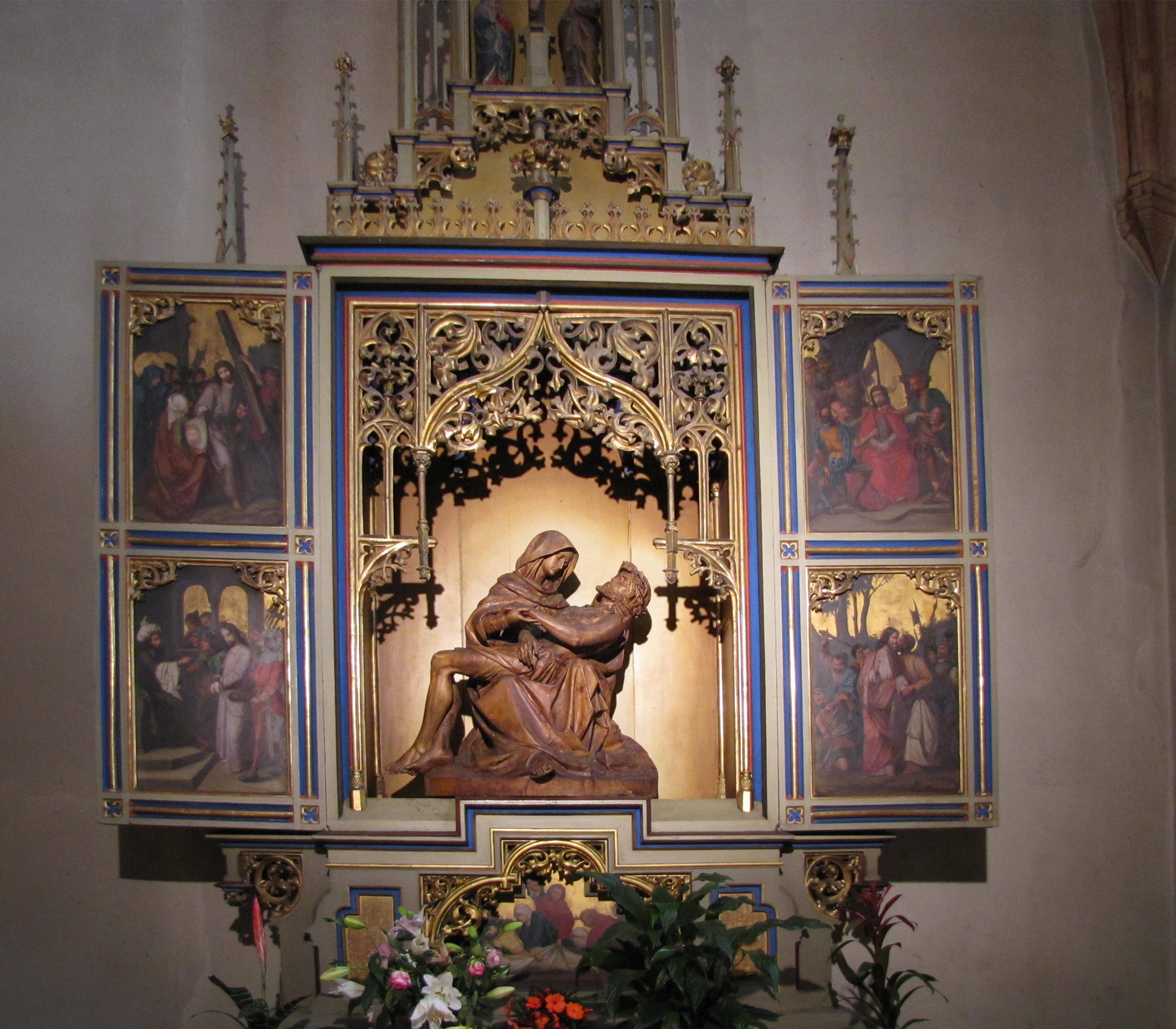
Autel-retable de la Vierge de Pitié (XIXe siècle, statue XVIIe siècle).
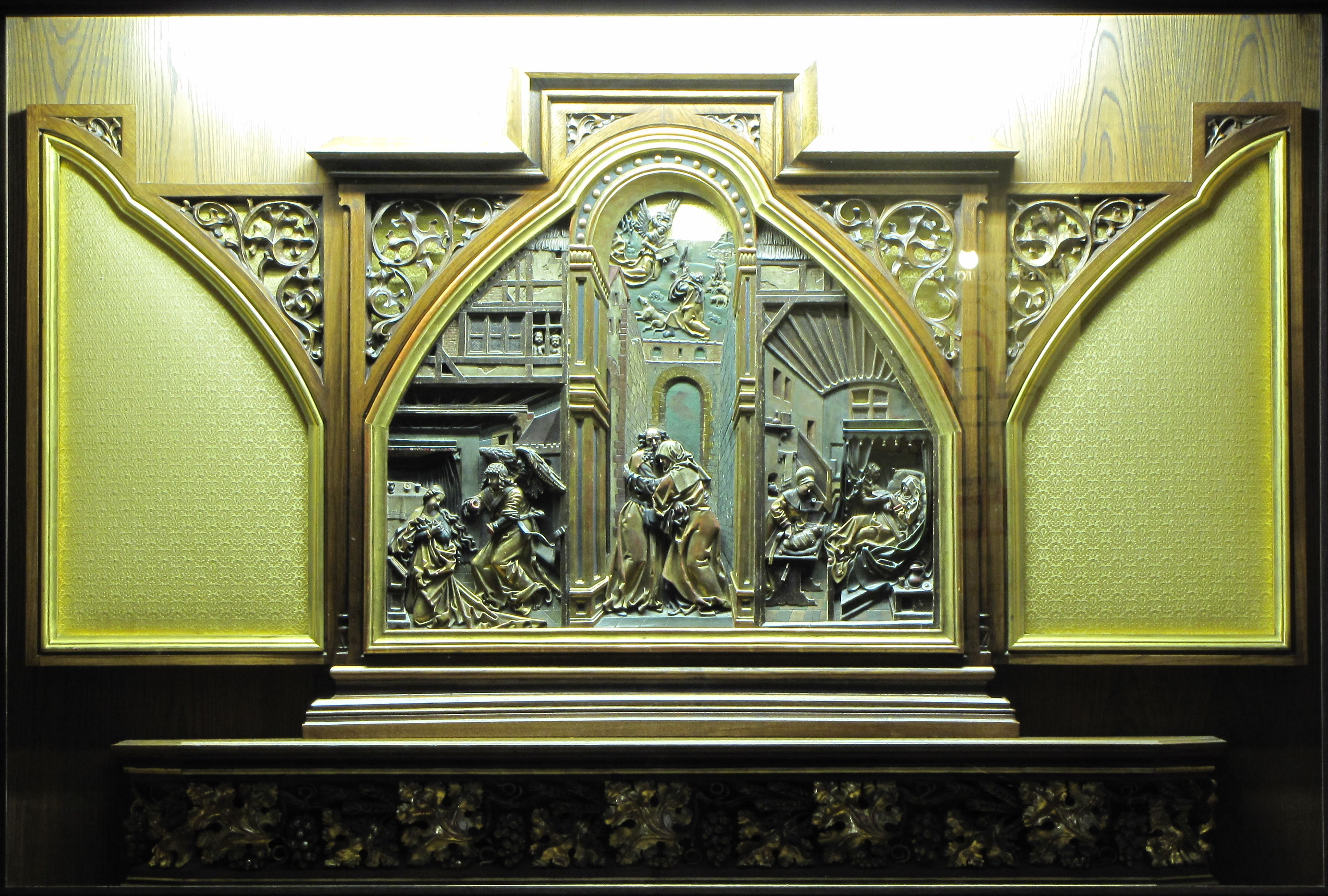
Relief de la Sainte Parenté (XVIe siècle).
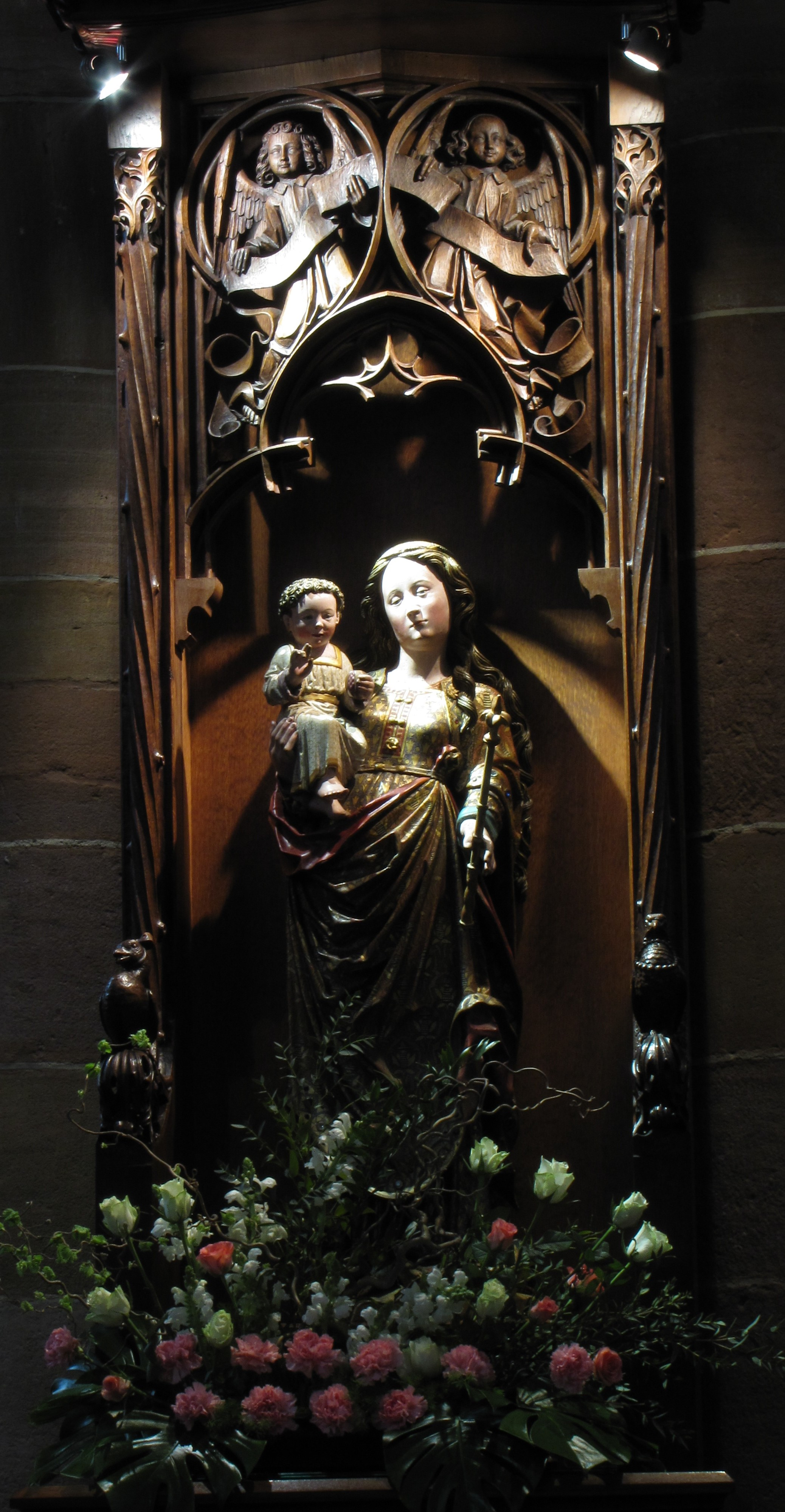
Vierge à l'enfant (XVe siècle).
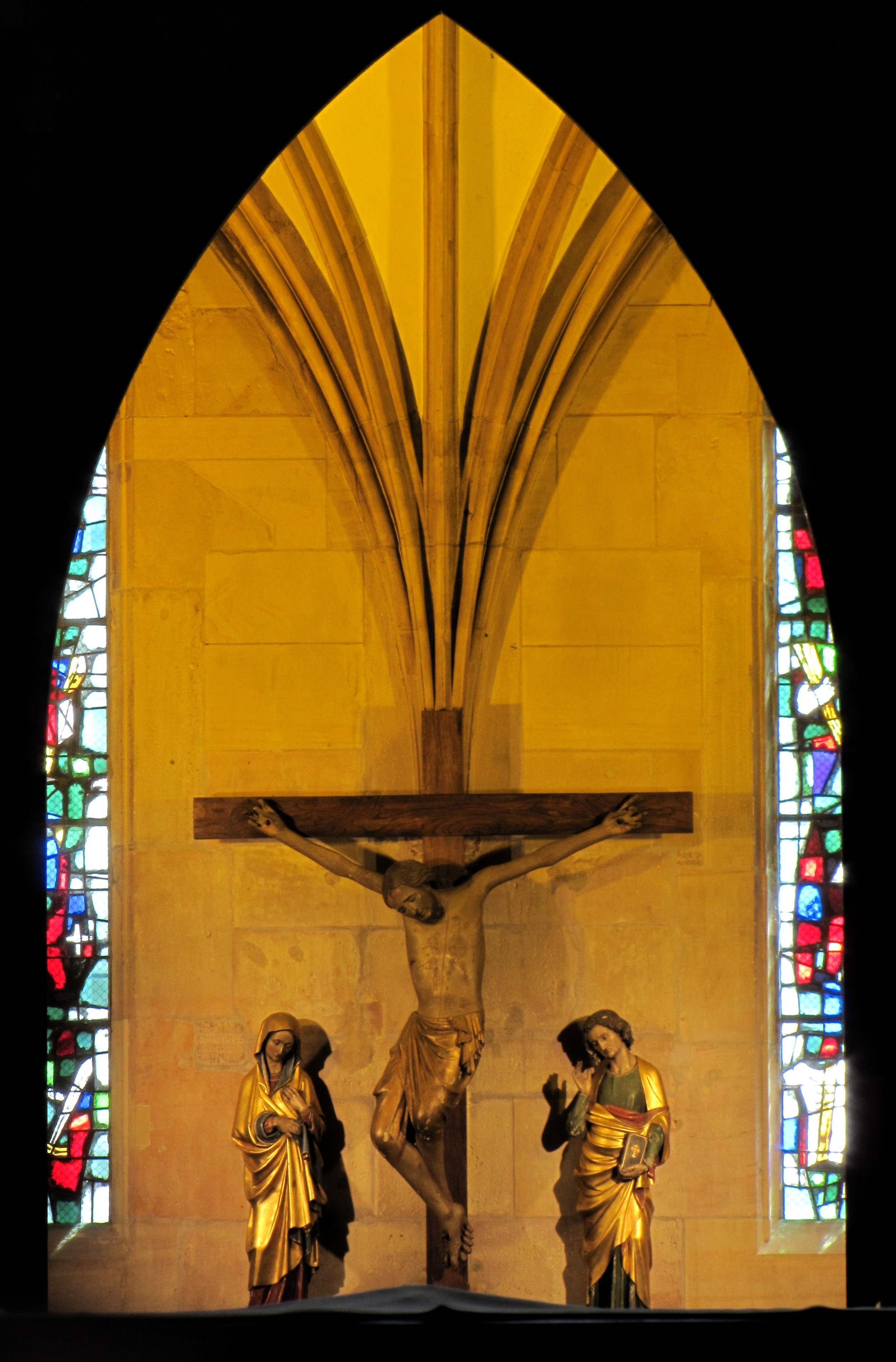
Christ en croix (XIVe siècle).
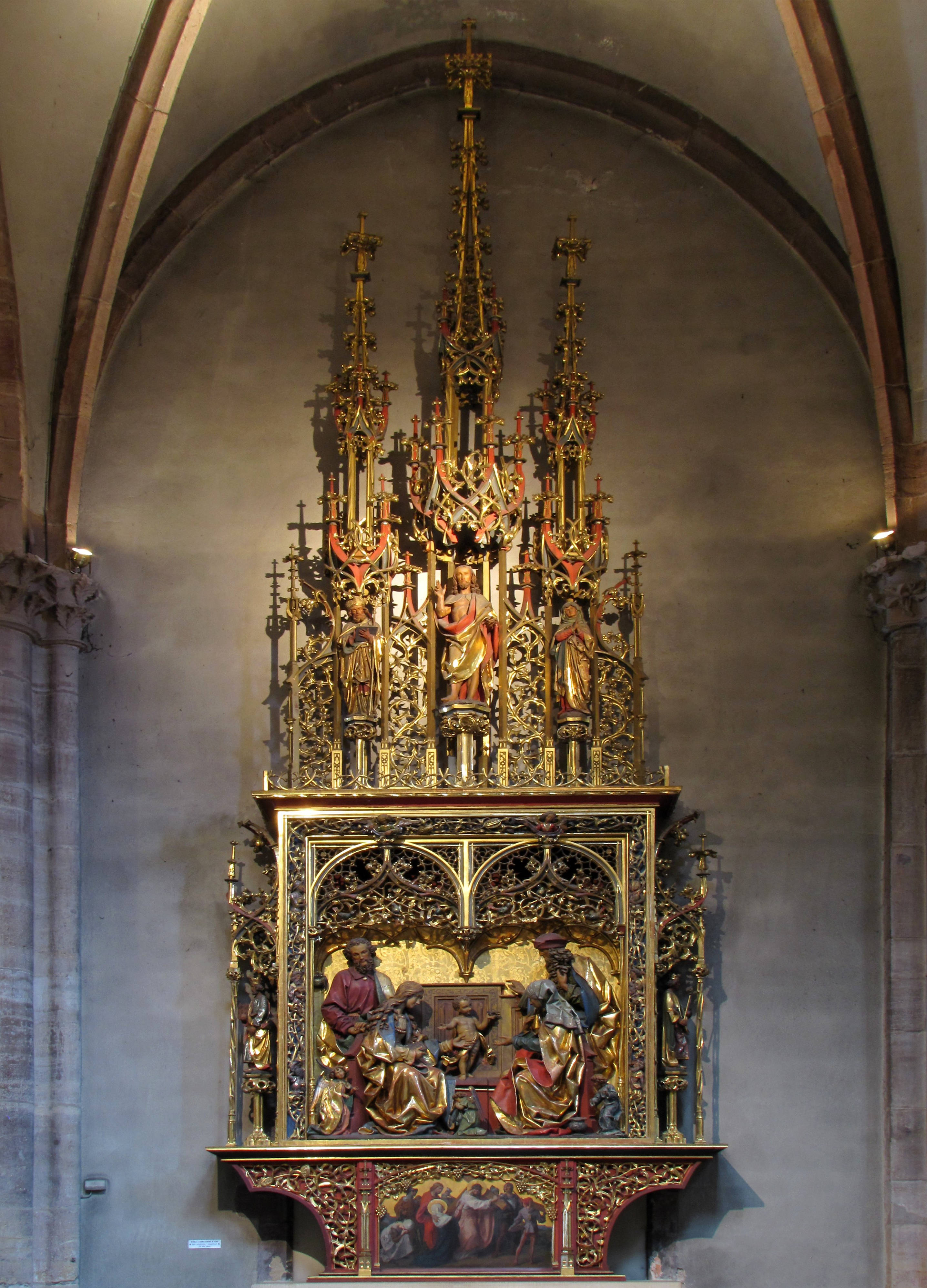
Retable de la Sainte Parenté de Jésus (XIXe siècle).
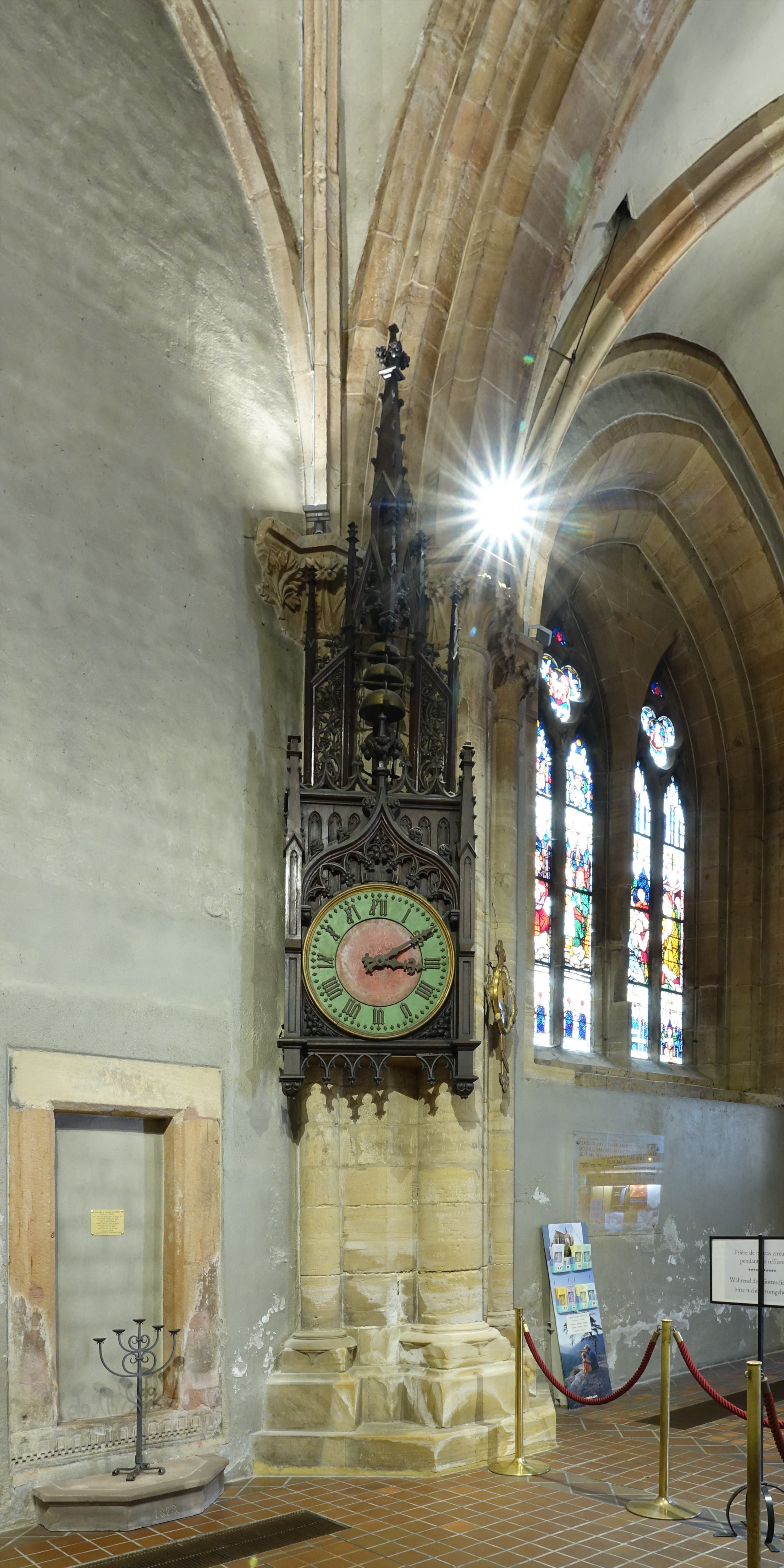
Horloge intérieure.
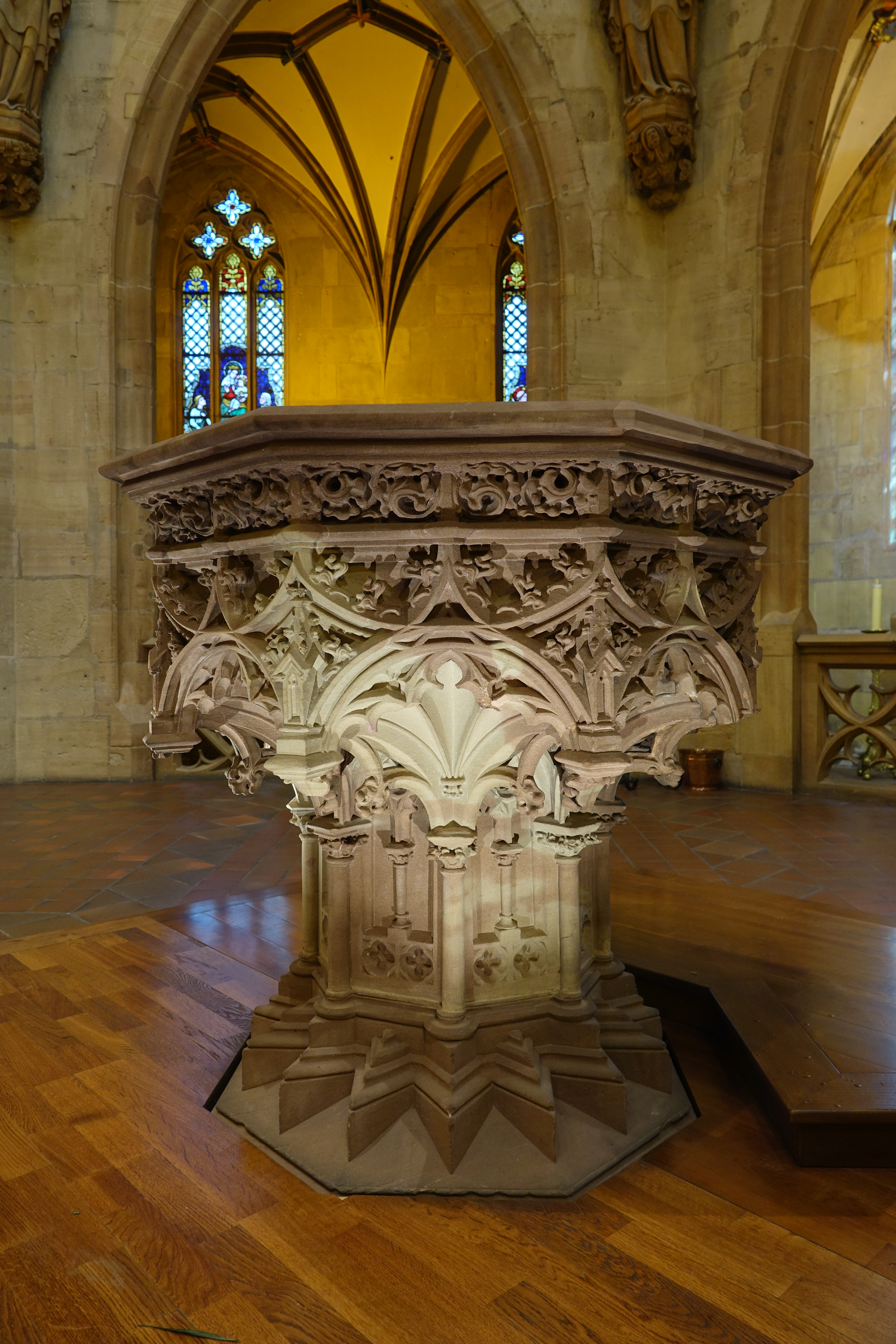
Fonts baptismaux.
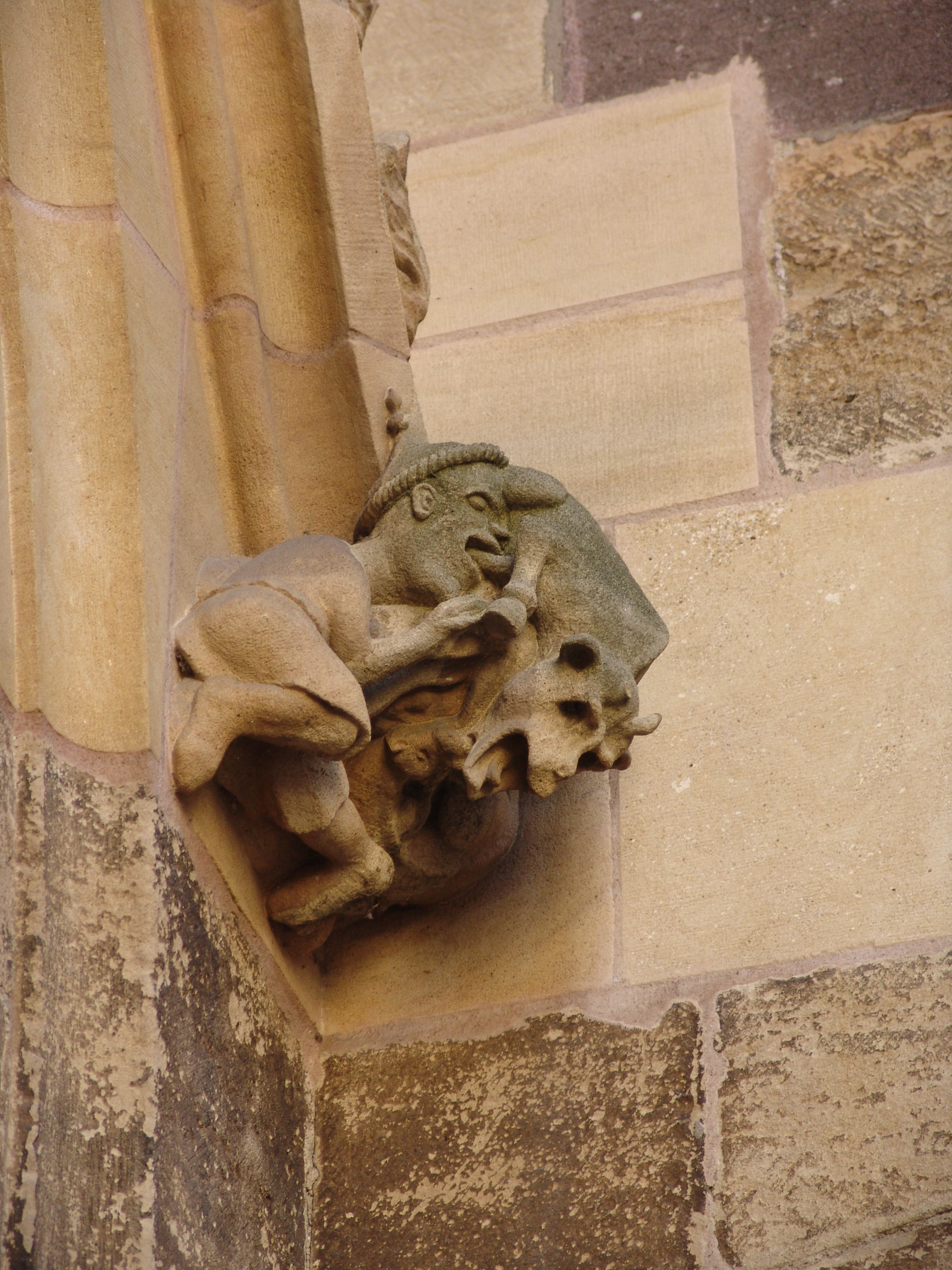
Judensau du XIVe siècle, ornant la façade occidentale : Juif mangeant les excréments d'une truie.